# Lacanobia blenna
Lacanobia blenna is een vlinder uit de familie uilen (Noctuidae). De wetenschappelijke naam is voor het eerst geldig gepubliceerd in 1824 door Hübner.
De soort komt voor in Europa.